# La Miñosa
La Miñosa es un municipio y localidad española de la provincia de Guadalajara, en la comunidad autónoma de Castilla-La Mancha. El término municipal, que incluye el núcleo de La Miñosa y las pedanías de Cañamares, Naharros y Tordelloso, tiene una población de 32 habitantes (INE 2024).

## Geografía
En el término municipal se encuentran los cerros volcánicos de La Miñosa, de alto valor ecológico por la presencia del endemismo Erodium paularense.

## Historia
Hacia mediados del siglo XIX, el lugar tenía contabilizada una población de 80 habitantes. La localidad aparece descrita en el decimoprimer volumen del Diccionario geográfico-estadístico-histórico de España y sus posesiones de Ultramar de Pascual Madoz de la siguiente manera:

MIÑOSA (la): l. con ayunt. en la prov. de Guadalajara (8 leg.), part. jud. de Atienza (1), aud. terr. de Madrid (18), c. g. de Castilla la Nueva, dióc. de Sigüenza (4). sit. al pié de una sierra y cercado de cerros, ramificaciones de la misma; su clima es frio y destemplado. Tiene 22 casas; la consistorial y una igl. parr. matriz de la de Naharros. térm.: confina con los de Cañamares, Atienza, Alcolea de las Peñas y la Rodera; dentro de él hay varios manantiales, y al pié de la sierra se encuentran vetas de mineral plomizo que algunos han dicho se hallaban en el térm. de otro pueblo del mismo nombre, correspondiente á la prov. de Soria. El terreno que participa de montuoso y llano con algunas hondonadas, es de inferior calidad. caminos: los que dirigen á los pueblos limítrofes. correo: se recibe y despacha en la adm. de Atienza. prod.: trigo, centeno, cebada y algunas legumbres ordinarias; yerbas de pasto, con las que se mantiene ganado lanar y cabrio, y las caballerias necesarias para la agricultura. ind.: la agrícola. comercio: esportacion del sobrante de frutos é importacion de los art. de consumo que faltan. pobl.: 22 vec., 80 alm. cap. prod.: 403,334 rs. imp.: 74,200. contr.: 826.
(Madoz, 1848, pp. 425-426)

## Demografía
La Miñosa cuenta con una población de 32 habitantes (INE 2024).

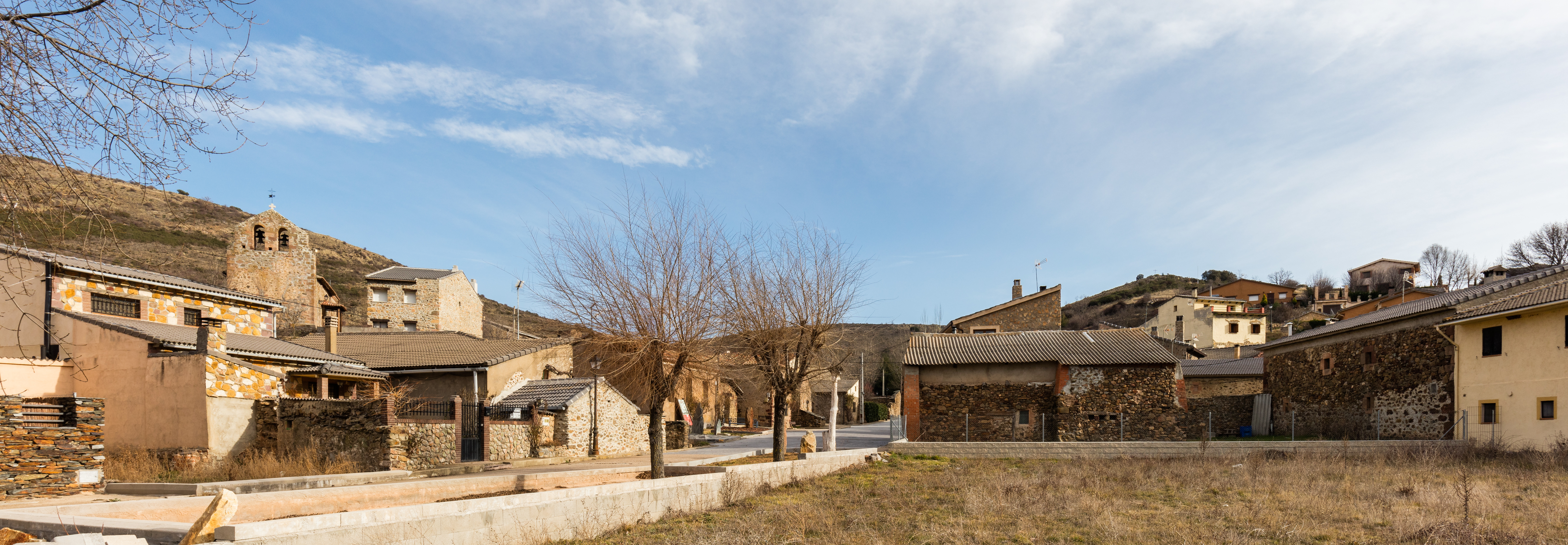
Vista de La Miñosa

| Gráfica de evolución demográfica de La Miñosa entre 1842 y 2021 |
| |
| Población de derecho según los censos de población del INE Población de hecho según los censos de población del INEEntre el censo de 1857 y el anterior, crece el término del municipio porque incorpora a Tordelloso Entre el censo de 1857 y el anterior, este municipio desaparece porque se integra en el municipio Cañamares Entre el censo de 1877 y el anterior, aparece este municipio porque cambia de nombre y desaparece el municipio Cañamares |

| 53            | 48 | 60 | 57 | 40 | 34 |
| (Fuente: INE) |    |    |    |    |    |

## Patrimonio
- Iglesia de San Pedro Ad Vincula, de estilo románico.